# Ylimmäinen Mustajärvi
Ylimmäinen Mustajärvi och Alimmainen Mustajärvi, eller Mustajärvet är sjöar i Finland. De ligger i kommunen Enare i landskapet Lappland, i den norra delen av landet, 1 000 km norr om huvudstaden Helsingfors. Ylimmäinen Mustajärvi ligger 121,2 meter över havet. Arean är 54,3 hektar och strandlinjen är 3,81 kilometer lång. Sjön  ingår i Pasvik älvs huvudavrinningsområde. 